# Egidio Lari
Egidio Lari (ur. 8 marca 1882 w Buggiano, zm. 17 listopada 1965) – włoski duchowny rzymskokatolicki, arcybiskup, dyplomata papieski.

## Biografia
18 września 1909 otrzymał święcenia prezbiteriatu.
1 czerwca 1931 papież Pius XI mianował go delegatem apostolskim w Persji oraz arcybiskupem tytularnym tyryjskim. 15 sierpnia 1931 przyjął sakrę biskupią z rąk sekretarza Świętej Kongregacji ds. Kościołów Wschodnich kard. Luigiego Sincero. Współkonsekratorami byli wikariusz generalny Państwa Watykańskiego abp Agostino Zampini OESA oraz biskup Pescii Angelo Simonetti.
Misję w Persji pełnił do marca 1936. 11 maja 1939 został mianowany nuncjuszem apostolskim w Boliwii. Był nim do 3 stycznia 1945.